# Саверченко, Иван Васильевич
Иван Васильевич Саверченко — доктор филологических наук, профессор, директор филиала «Институт литературоведения имени Янки Купалы» Национальной академии Наук Беларуси. Автор более 100 публикаций по проблемам филологии, истории и философии.
В 1993 году награждён премией Национальной академии Наук Беларуси, лауреат Межгосударственной премии СНГ «Звёзды Содружества» за 2016 год.

## Некоторые публикации
- «Старажытная паэзія Беларусі, XVI-першая палова XVIIст.» (1992).
- «Канцлер Вялікага Княства: Леў Сапега» (1992).
- «Астафей Валовіч: гісторыка-біяграфічны нарыс» (1992).
- «Сымон Будны — гуманіст і рэфарматар» (1993).
- «Апостал яднання і веры: Язэп Руцкі» (1994).
- «Хрысціянскі катэхізіс у кніжна-пісьмовай культуры ўсходніх славян эпохі Адраджэння і барока: атрыбуцыя, паэтыка, семіётыка» (1998).
- «Aurea mediocritas: Кніжна-пісьмовая культура Беларусі: Адраджэння і ранняе барока» (1998).
- «Эпісталярная спадчына Філона Кміты-Чарнабыльскага» (2006).